# 波蘭工黨
工党（波蘭語：  Stronnictwo Pracy, SP) 是波兰1989年2月成立的一個右翼小党。它的正式名称是基督教民主工党（波蘭語： Chrześcijańsko-Demokratyczne Stronnictwo Pracy, ChDSP) 。該黨的黨員人數從未超過2000這個數字。